# دانيال جونسون (لاعب كرة قدم)
دانيال جونسون (بالإنجليزية: Daniel Johnson)‏ (8 سبتمبر 1995 بدولوث في الولايات المتحدة - ) هو لاعب كرة قدم أمريكي في مركز الوسط. لعب مع شيكاغو فاير وCapital FC ‏ وOrlando City U-23 ‏ وMaryland Terrapins men's soccer ‏ ودي موين  مانس ‏.

## وصلات خارجية
- دانيال جونسون (لاعب كرة قدم) على موقع الدوري الأمريكي (الإنجليزية)
- دانيال جونسون (لاعب كرة قدم) على موقع قاعدة بيانات كرة القدم.إي يو (الإنجليزية)
- دانيال جونسون (لاعب كرة قدم) على موقع Soccerbase.com (لاعب) (الإنجليزية)
- دانيال جونسون (لاعب كرة قدم) على موقع Soccerway.com (الإنجليزية)
- دانيال جونسون (لاعب كرة قدم) على موقع عالم كرة القدم.نت (الإنجليزية)